# Волна (ракета-носитель)
Волна — гражданское обозначение, данное советской межконтинентальной ракете (БРПЛ) Р-29Р (или SS-N-18, по натовской классификации), после того как начали проводиться гражданские суборбитальные полёты и запуски спутников. 
Ракета запускается с погруженной подводной лодки. Две первые ступени ракеты работают на НДМГ и АТ, третья ступень, которая используется только для орбитальных запусков — на твёрдом топливе. Ракета сконструирована государственным ракетным центром Макеева.
При экваториальной стартовой позиции ракета может вывести на низкую орбиту до 115 кг полезного груза; по причине необходимости наземного контроля после старта, до сих пор запуски могли производиться только в Баренцевом море, что снижало полезную нагрузку до 50 кг.
Первый орбитальный запуск при помощи «Волны» состоялся 21 июня 2005 года со спутником Космос-1. По сообщению ВМФ России, двигатель первой ступени отключился после 83-й секунды полёта после отказа турбонасоса главного двигателя. По другим сообщениям, спутник был выведен на незапланированную низкую орбиту. Однако эти сообщения не могли быть подтверждены и, таким образом, причиной неудачи запуска считается отказ первой ступени ракеты.

## Список запусков
По состоянию на 5 мая 2006
| № | Дата (UTC)     | Тип   |                                               | Место пуска    | Нагрузка                                    | Тип нагрузки                                             | Масса нагрузки, кг | Тип запуска               | Результаты |
| - | -------------- | ----- | --------------------------------------------- | -------------- | ------------------------------------------- | -------------------------------------------------------- | ------------------ | ------------------------- | --- |
| 1 | 7 июня 1995    | Волна | подводная лодка проекта 667БДР К-44 «Рязань»? | Баренцево море | TCM                                         | ?                                                        |                    | баллистическая траектория | УСПЕХ Спасаемый летательный аппарат «Волан» с модулем университета г. Бремен (Германия), предназначенного для изучения особенностей термоконвекционной модели Земли. Заказчик эксперимента «ТКМ – «Волна» германский центр по исследованию явлений микрогравитации (ZARM). |
| 2 | 20 июля 2001   | Волна | К-496 «Борисоглебск»                          | Баренцево море | Космос-1 (солнечный парус)-тест             | Солнечный парус                                          | ?                  | баллистическая траектория | НЕУДАЧА, Устройство не отделилось от ракеты-носителя «Волна», из-за сбоев в системе управления. Обломки спускаемого аппарата вместе с 3-ю ступенью упали в районе Камчатки. Было выплачено страховое возмещение. "Демонстратор-2" (Inflatable Reentry and Descent Technology сокр IRDT) сконструирован по заказу ЕКА и компании EADS Space Transportation в Научно-исследовательском центре им. Г.Н. Бабакина, дочернем предприятии химкинского НПО им. С.А. Лавочкина; которое владеет 49% совместного предприятия Return and Rescue Space Systems GmbH (2R2S) созданного в 2002 году. Остальные акции принадлежат европейской EADS Astrium. |
| 2 | 20 июля 2001   | Волна | К-496 «Борисоглебск»                          | Баренцево море | Демонстратор-2 IRDT-2                       | Надувное тормозное устройство для спуска грузов на Землю | ?                  | баллистическая траектория | НЕУДАЧА, Устройство не отделилось от ракеты-носителя «Волна», из-за сбоев в системе управления. Обломки спускаемого аппарата вместе с 3-ю ступенью упали в районе Камчатки. Было выплачено страховое возмещение. "Демонстратор-2" (Inflatable Reentry and Descent Technology сокр IRDT) сконструирован по заказу ЕКА и компании EADS Space Transportation в Научно-исследовательском центре им. Г.Н. Бабакина, дочернем предприятии химкинского НПО им. С.А. Лавочкина; которое владеет 49% совместного предприятия Return and Rescue Space Systems GmbH (2R2S) созданного в 2002 году. Остальные акции принадлежат европейской EADS Astrium. |
| 3 | 12 июля 2002   | Волна | К-44 «Рязань»                                 | Баренцево море | Демонстратор-2 IRDT-2                       | Надувное тормозное устройство для спуска грузов на Землю | 146 кг             | баллистическая траектория | НЕУДАЧА спускаемый аппарат на полигоне Кура на Камчатке не найден. При разделении второй и третьей ступеней ракеты разрушилась защитная капсула аппарата. |
| 4 | 21 июня 2005   | Волна | К-496 «Борисоглебск»                          | Баренцево море | Космос-1 (солнечный парус)                  | Солнечный парус                                          | 40 кг              | орбитальный               | НЕУДАЧА после 83-й секунды полёта двигатель первой ступени выключен из-за отказа насоса главного двигателя |
| 5 | 7 октября 2005 | Волна | К-496 «Борисоглебск»                          | Баренцево море | Демонстратор-2Р (Демонстратор D-2R) IRDT-2R | Надувное тормозное устройство для спуска грузов на Землю | 146 кг             | баллистическая траектория | ЧАСТИЧНАЯ НЕУДАЧА Успешный запуск, спускаемый аппарат на полигоне Кура на Камчатке не найден. После выхода из этой зоны связь с СА возобновилась, но спустя 23 секунды, на высоте около 46 км над Камчаткой, была потеряна по достоверно не выясненной причине |

Название Волна носит также советский корабельный ЗРК (другие названия: SA-N-1, Goa, M-1, V-601) с  дальностью 15 км, разработанный в 1961 г. Это морская версия ЗРК С-125.